# جزيرة روبياه
جزيرة روبياه وهي جزيرة من جزر إندونيسيا، وتقع في إقليم آتشيه.